# Bastilla arctotaenia
Bastilla arctotaenia là một loài bướm đêm thuộc họ Erebidae. Nó được tìm thấy ở Nhật Bản, Hàn Quốc và khu vực nhiệt đới Ấn Độ-Úc về phía đông đến New Guinea và Queensland. Nó cũng được ghi nhận ở Vanuatu và Fiji.
Ấu trùng ăn các loài Quercus, Ricinus, Rosa và Salix.